# Hippodrome d'Ascot
 (avril 2025).
L'hippodrome d'Ascot est  situé à Ascot dans le Berkshire. Il s'agit de l'un des principaux hippodromes du Royaume-Uni.
Fondé en 1711, l'hippodrome d'Ascot bénéficie de liens étroits avec la famille royale britannique, puisqu'il est situé à seulement 9 kilomètres du château de Windsor. Plusieurs rencontres  s'y tiennent chaque année, le plus important étant le meeting royal, en juin, auquel assiste traditionnellement le monarque du Royaume-Uni. En octobre se déroule le "Champion's Day" et en juillet les King George VI and Queen Elizabeth Diamond Stakes.
L'hippodrome apparaît dans le film de la saga James Bond, Dangereusement vôtre.

## Royal Ascot
Le prestigieux meeting Royal d'Ascot s'y déroule en juin chaque année depuis 1768. La famille royale et le roi d'Angleterre participent à une procession chaque jour de la réunion hippique.

## Liste des courses degroupe 1se déroulant à Ascot
| Meeting                | Mois    | Nom de la course                                  | Distance                     | Conditions              | Allocation  |
| ---------------------- | ------- | ------------------------------------------------- | ---------------------------- | ----------------------- | ----------- |
| Royal Ascot            | Juin    | Queen Anne Stakes                                 | 1 mile / 1 600               | 4 ans et +              | £ 600 000   |
| Royal Ascot            | Juin    | King's Stand Stakes                               | 5 furlongs / 1 000 m         | 3 ans et +              | £ 400 000   |
| Royal Ascot            | Juin    | St. James's Palace Stakes                         | 1 mile / 1 600 m             | Poulains de 3 ans       | £ 400 000   |
| Royal Ascot            | Juin    | Prince of Wales's Stakes                          | 1 mile 2 furlongs / 2 000 m  | 4 ans et +              | £ 750 000   |
| Royal Ascot            | Juin    | Ascot Gold Cup                                    | 2 miles 4 furlongs / 4 000 m | 4 ans et +              | £ 400 000   |
| Royal Ascot            | Juin    | Coronation Stakes                                 | 1 mile / 1 600 m             | Pouliches de 3 ans      | £ 400 000   |
| Royal Ascot            | Juin    | Commonwealth Cup                                  | 6 furlongs / 1 200 m         | 3 ans                   | £ 430 000   |
| Royal Ascot            | Juin    | Diamond Jubilee Stakes                            | 6 furlongs / 1 200 m         | 4 ans et +              | £ 525 000   |
|                        | Juillet | King George VI and Queen Elizabeth Diamond Stakes | 1 mile 4 furlongs / 2 400 m  | 3 ans et +              | £ 1 150 000 |
| British Champion's day | Octobre | British Champions Fillies' and Mares' Stakes      | 1 mile 4 furlongs / 2 400 m  | Pouliches de 3 ans et + | £ 500 000   |
| British Champion's day | Octobre | British Champions Sprint Stakes                   | 6 furlongs / 1 200 m         | 3 ans et +              | £ 600 000   |
| British Champion's day | Octobre | Queen Elizabeth II Stakes                         | 1 mile / 1 600 m             | 3 ans et +              | £ 1 100 000 |
| British Champion's day | Octobre | Champion Stakes                                   | 1 mile 2 furlongs / 2 000 m  | 3 ans et +              | £ 1 300 000 |